# شورلت کورویر
شورلت کورویر (انگلیسی: Chevrolet Corvair) خودروی موتور عقب-محور عقب کلاس کامپکت است، که در سال ۱۹۵۹ به وسیلهٔ کارخانه شورلت تولید شد و در فاصله سال‌های ۱۹۶۰ تا ۱۹۶۹ توسط شرکت جنرال موتورز عرضه گردید.